# Yagura
Pour les articles homonymes, voir Yagura (tombes).

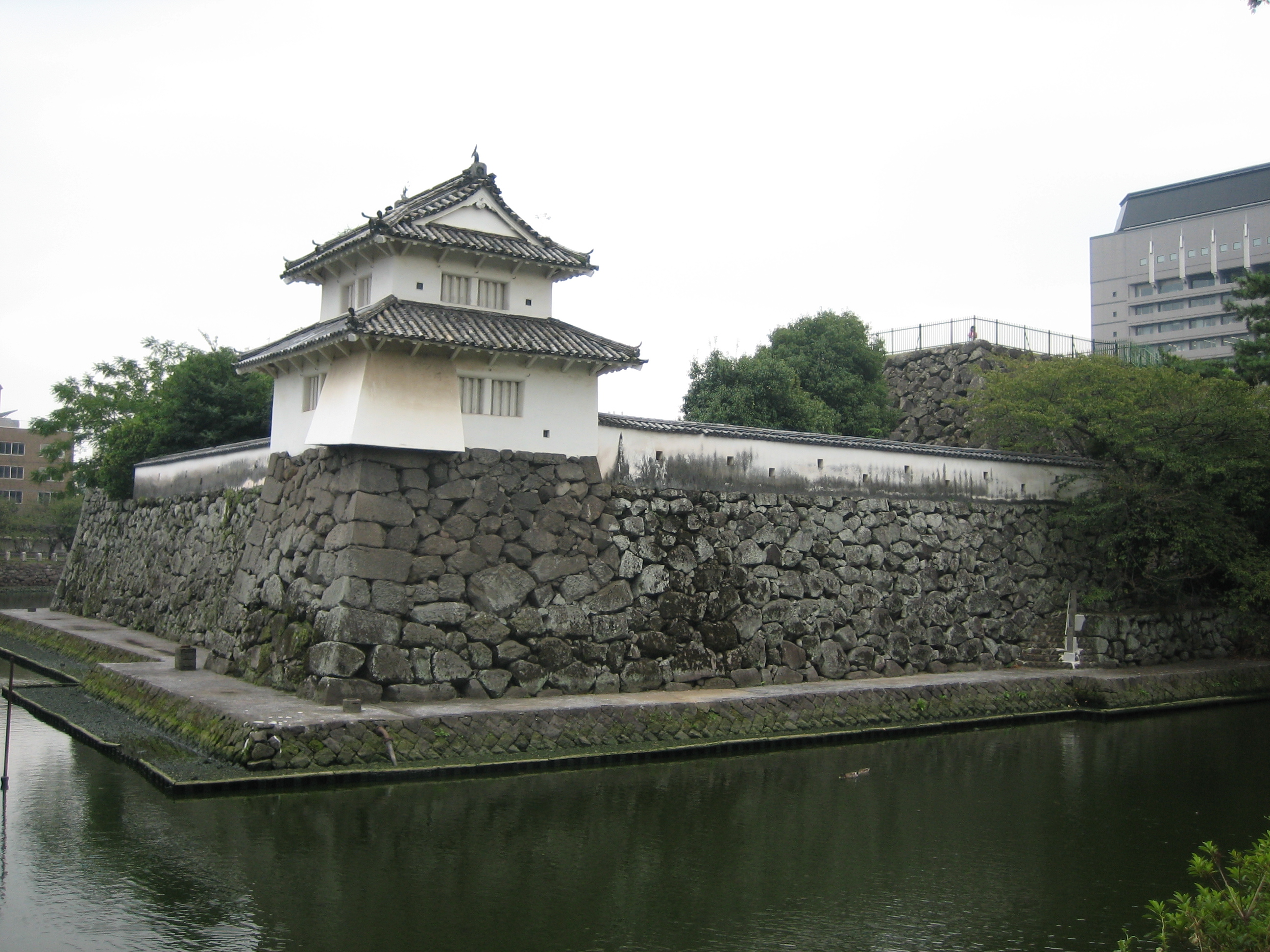
Château de Funai, Hitojichi-yagura et base du donjon principal dans le honmaru.

Yagura (櫓) est le mot japonais pour « tour » ou « tourelle ». Le mot est le plus souvent rencontré en référence aux structures des châteaux japonais, mais peut être utilisé dans divers autres cas. Ainsi, la tour érigée pour un festival O-Bon est souvent appelée un yagura, comme le sont des structures similaires utilisées dans d'autres festivals. Yagura-daiko, c'est-à-dire les roulements de taiko au sommet d'un yagura, fait traditionnellement partie des compétitions professionnelles de sumo.
Yagura est aussi une stratégie de shōgi.
Le terme provient à l'origine de l'usage des tours forteresses comme entrepôts (倉, kura) de flèches (矢, ya) et s'écrit donc 矢倉. Aujourd'hui, les tours modernes tels que les grattes-ciel ou les tours de communications, sont presque exclusivement désignées ou nommées à l'aide du gairaigo (mot japonais d'origine étrangère) tawā (タワー), et non yagura.

## Tours de château
Les tours du château varient considérablement en forme, en taille et dans leur finalité. Beaucoup servent, bien sûr, comme tours de guet, d'observation et à des fins militaires analogues. Les flèches y sont souvent entreposées ainsi, vraisemblablement, que d'autres équipements. Cependant, comme les châteaux servent de maison de luxe aux seigneurs féodaux du Japon (les daimyos), il n'est pas rare pour un château d'avoir aussi une tour d'astronomie ou une tour qui sert de bon endroit pour profiter de la beauté naturelle du paysage.
Le Japon a rarement craint une invasion ou maintenu de forts frontaliers. Toutefois, il n'est pas impossible que différents types de tours de guet ou d'observation aient été maintenus ailleurs que dans les grands châteaux, à différents moments et lieux tout au long de l'histoire du Japon.